# Оскар Арнулфо Ромеро
Оскар Арнулфо Ромеро и Галдамез (шп. Óscar Arnulfo Romero y Galdámez); 15. август 1917 — 24. март 1980) је био прелат Католичке цркве у Ел Салвадору, који је служио као четврти надбискуп Сан Салвадора. У својим говорима је осуђивао сиромаштво, друштвену неправду, убиства и мучења. Ромеро је убијен 1980. године, док је држао мису у капели Болнице божанског провиђења. Иако нико никада није осуђен за убиство, истрага коју је извршила комисија за истину за Ел Салвадор Уједињених нација је закључила да је наређење дао екстремно десничарски политичар и вођа одреда смрти Роберто Д'Аубуисон.